# Aleksandra Gromadowska
Aleksandra Gromadowska (ur. 3 lutego 1996) – polska siatkarka, grająca na pozycji przyjmującej. 
Aleksandra jako młoda siatkarka w kategorii juniorka broniła barw Impelu Wrocław w latach 2011-2013, również w sezonie 2013/2014 i 2014/2015 była wdrażana do seniorskiego klubu znad Odry. Od 2015 roku była siatkarką Budowlanych Łódź, grając przez rok. Od 2016 roku i przez kolejne 4 lata brała udział w turniejach siatkówki plażowej. W listopadzie 2020 roku postanowiła powrócić do siatkówki halowej podpisując kontrakt z drużyną Energa MKS Kalisz. Od sezonu 2021/2022 jest zawodniczką klubu Volleyball Wrocław.
Jej starszy brat Marcel również jest siatkarzem. 

## Siatkówka plażowa
Z Katarzyną Kociołek triumfowały w turnieju German Tour Duisburg 2017. W 2017 roku z Katarzyną Kociołek zostały brązowymi medalistkami Mistrzostw Polski, a wraz z Moniką Brzostek Mistrzyniami Polski w 2019 roku. W 2019 zajęły trzecie miejsce z Moniką Brzostek w turnieju German Tour St. Peter-Ording. 16 sierpnia 2020 w finale w parze z Moniką Brzostek wygrały po tie-breaku z Justyną Tomalą i Olgą Klocek w turnieju Plaża Open w Myślenicach.

### Sukcesy w siatkówce plażowej
Mistrzostwa Polski w siatkówce plażowej kobiet:
- 2019
- 2020[9]
- 2017, 2018

### Partnerki
- 2017: Martyna Kłoda
- 2017: Katarzyna Kociołek
- 2017–2019: Jagoda Gruszczyńska
- 2019: Izabela Zackiewicz
- 2019–2020: Monika Brzostek

## Nagrody indywidualne
- 2013: Najlepsza punktująca Mistrzostw Polski Kadetek[10]
- 2021: MVP PreZero Grand Prix PLS 2021[11]